# Citadel van Luik

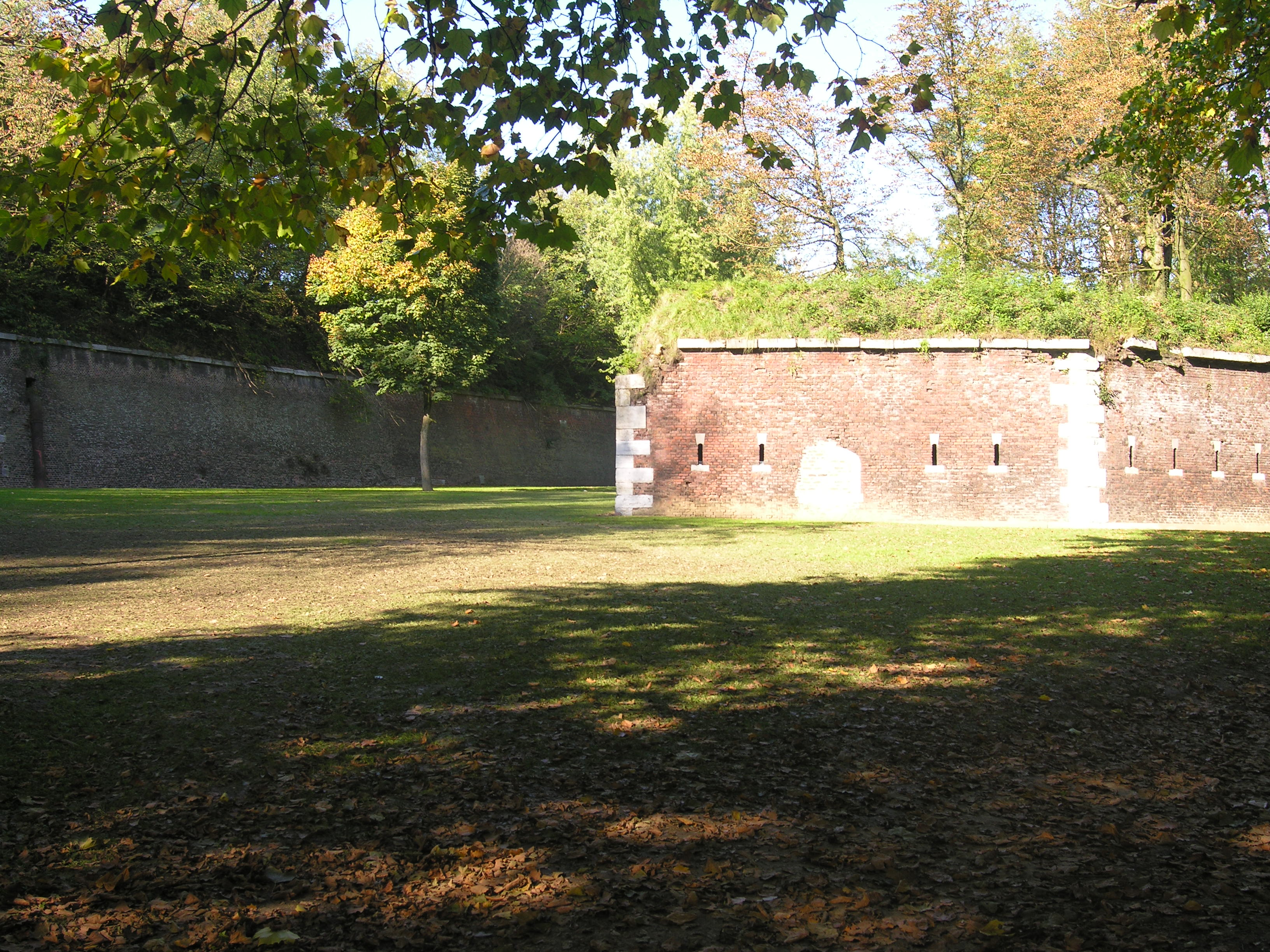
Een deel van het muurwerk van de citadel

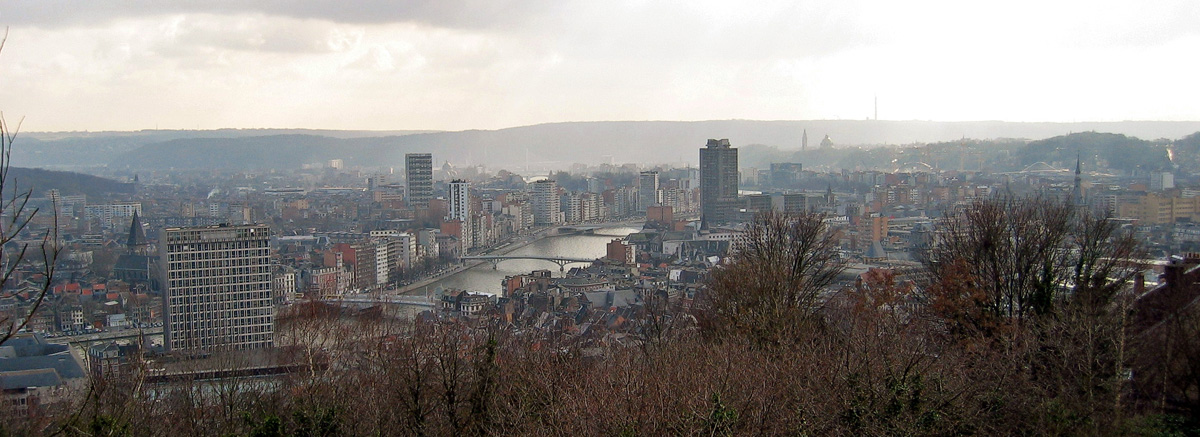
Luik vanaf de citadel gezien

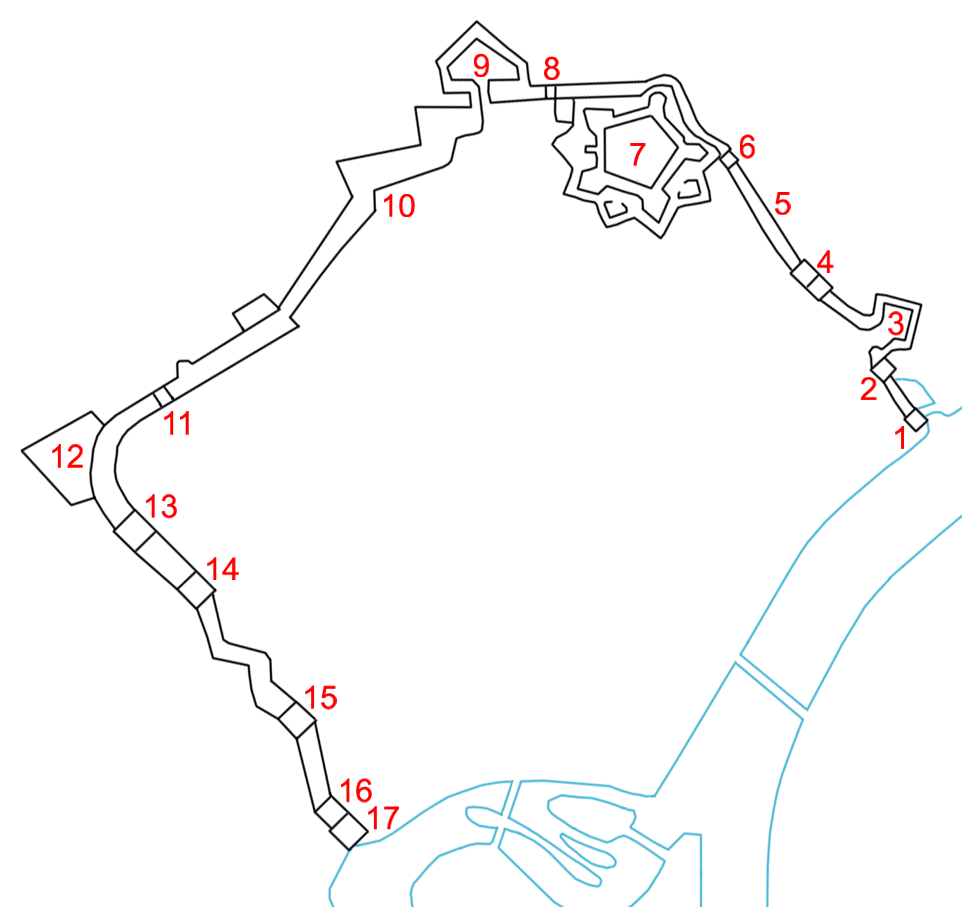
Vestingwerken van de stad Luik in de late 17e eeuw.
1. poort Maghin, 2. poort Saint-Léonard, 3. bastion Saint-Léonard, 4. poort van Vivegnis, 5. bolwerk van Six-Cents-Degrés, 6. Païenpoort, 7. citadel, 8. poort Sainte-Walburge, 9. bastion van Clergé, 10. bolwerk van Anglais (Engelsen), 11. Hochepoort, 12. bastion van Saint-Esprit, 13. poort sainte-Marguerite, 14. Saint-Martin, 15. toren van Moxhons, 16. poort van Bégards, 17. toren van Bégards.

De Citadel van Luik is een citadel in de Belgische stad Luik. De citadel is gelegen op een heuvel met uitzicht op de stad waar het van het zuidwesten via het zuiden tot het oosten op uitkijkt.
De heuvel ligt gemiddeld op 111 meter boven de Maas en op 170 meter boven de zeespiegel.

## Geschiedenis
Rond het jaar 1000 werd onder het bewind van Notger de eerste aarden wallen opgeworpen ter verdediging en heeft de vorm van een langgerekte rechthoek van 25 hectare. Het wordt omgeven door grachten, poorten en torens.
In 1204 bouwde men een muur met torens die loopt naar de top van de heuvel.
In 1255 richtte prins-bisschop Hendrik III van Gelre een vesting op om de Luikenaren in bedwang te houden. Dit is eigenlijk de eerste citadel.
In 1269 wordt de citadel geïntegreerd in het systeem van fortificatie.
In 1486 volgt er een reconstructie van Guy de Cannes Mambour.
In 1650 krijgt de prins-bisschop Maximiliaan Hendrik van Beieren van de keizer toestemming om een fort te bouwen. Voor de constructie neemt hij zijn toevlucht tot Duitse ingenieurs. De muren bestaan uit aarde en hebben vier bastions: Notre-Dame, Saint-Lambert, Ferdinand ou des jésuitesses anglaises, en Maximilien. Het bastion van de Sint-Walburgakerk bestaat sinds 1548.

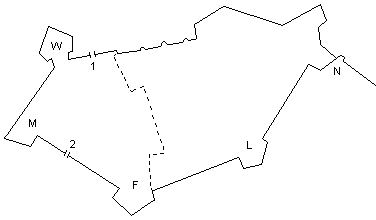
Citadel van Luik in 1650. Legenda: W. oud bastion van Sainte-Walburge (uit 1548), M. bastion Maximilien, F. bastion Ferdinand ou des Anglais (jésuitesses), L. bastion Saint-Lambert, N. bastion Notre-Dame (au Six-Cents-Degrés). 1 + 2 = poorten.

In 1663 start van de bouw van het eerste stenen citadel.
In 1671 eindigt de bouw van de vijfhoekige citadel met bastions op elke hoek en halve manen. De citadel is daarbij volledig geïntegreerd binnen de stadsmuren. De namen van de bolwerken zijn nu: Saint-Lambert, Saint-François, Sainte-Marie, Saint-Maximilien en Saint-Henry. In het midden van de citadel ligt de Sint-Balbinekapel.

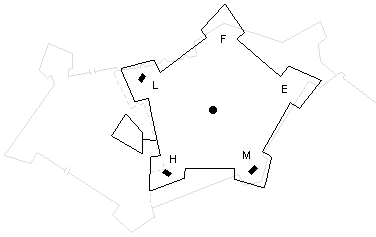
Citadel van Luik in 1671. Legenda: L. bastion Saint-Lambert, F. bastion Saint-François, E. bastion Sainte-Marie, M. bastion Saint-Maximilien, H. bastion Saint-Henry. Tussen L en H: ravelijn voor de ingang van de citadel. Bolwerken L, H en M zijn uitgerust met een cavalier. In het midden van de citadel bevindt zich de kapel van St. Balbine. Grijs: oude situatie.

In 1675 nemen de Fransen de citadel in.
In 1676 slopen de Fransen de citadel uit angst dat de citadel in de handen van hun vijanden valt. De bastions, halvemanen en een aantal oude muren worden ondermijnd.
In 1684 herbouwt prins-bisschop Maximiliaan Hendrik van Beieren de citadel.
In 1689 garandeert het Verdrag van Versailles de neutraliteit van Luik en vereist de sloop van de citadel.
In 1691 bombarderen Franse troepen onder bevel van maarschalk Boufflers de stad vanaf de heuvel van de Charterhouse (Oorlog van de Liga van Augsburg van 1686 tot 1697).
In 1692 installeert de Nederlandse generaal Menno van Coehoorn zich in Luik om de verdediging van de stad te organiseren. Op de linkeroever van de Maas creëert hij opeenvolgende loopgraven beschermd door hellingen met palissade. Een frontlinie strekt zich uit van Tilleur naar Sint-Gillis en een andere van Saint-Nicolas-en-Glain naar Ans. Dit systeem, gebaseerd op de mobiliteit van lichte infanterie ondersteund door een grote artillerie is veel goedkoper en de voorkeur van Van Coehoorn, die weinig interesse heeft in de citadel. De veranderingen die worden aangebracht zijn dat bastion Saint-François en bastion Sainte-Marie verkleind worden. Tevens wordt de lunet van bastion Sainte-Marie verwijderd. Deze bastions worden daardoor minder goed beschermd. Het Bastion Saint-François is ook bekend als het bastion van kooplieden.

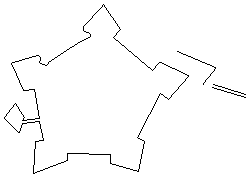
Citadel van Luik in 1694.
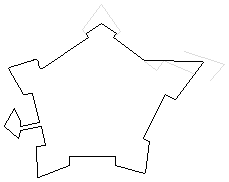
Citadel van Luik in 1698. Legenda: grijs: oude situatie.

In 1701 begint de Spaanse Successieoorlog. Vauban vraagt ingenieur Jacques de la Combe de restauratie van de citadel voor te bereiden.
In 1702 schrijft ingenieur Filley een verslag aan Vauban. Hij beschrijft de toestand van de citadel als beroerd en zegt dat er aanzienlijke budgetten ingesteld moeten worden om het te herstellen. Vauban besluit om naar Luik te komen, waar hij verbleef van 5 mei tot 1 augustus. Zijn missie is vooral diplomatiek en wil proberen om de prins-bisschop ervan te overtuigen de kosten van de werkzaamheden op zich te nemen.

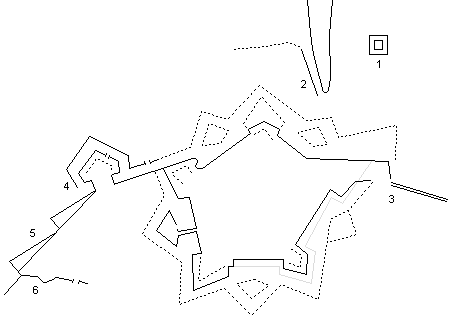
Citadel van Luik in 1702. Legenda: 1. ontwerp-angsten, 2. oude verschansing Van Coehoorn, 3. de Six-Cents-Degrés, 4. contrescarp vallen weg, 5. knobbels, 6. overblijfselen van het fort in 1650. Gestippeld: werken in slechte staat. Grijs: oude situatie.

Van 20 tot 23 oktober 1702 wordt de citadel belegerd die terug in Franse handen komt. De aanval is uit de Haut-des-Tawes, waar Van Coehoorn zijn artillerie geïnstalleerd heeft (op de plaats van de huidige terril de Batterie). Zij zorgen voor een bres in de flank van bastion Sainte-Marie.

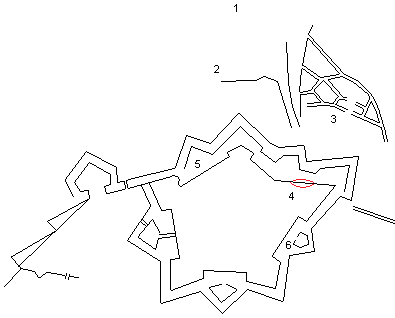
Citadel van Luik op 23 oktober 1702. Legenda: 1. batterijen geplaatst op High-Tawes, 2. Franse schansen, 3. loopgraven-aanpak, 4. de bres, 5. structurele retranchement.

In 1703, per Verdrag van Namen (13 februari) en Verdrag van Utrecht (31 maart) betalen de Luikenaren de prijs van neutraliteit tussen Frankrijk en Nederland. Er is echter geen vertrouwen en heel snel overwegen de Nederlanders de bouw van nieuwe bolwerken voor de citadel.
In de periode 1707 tot 1711 wordt de bouw voltooid. De interne organisatie van de citadel is gehandhaafd, maar de sloten en verdedigingswerken worden verbeterd en verdedigd door bastions en nieuwe halve manen. Eerste Nederlandse citadel.

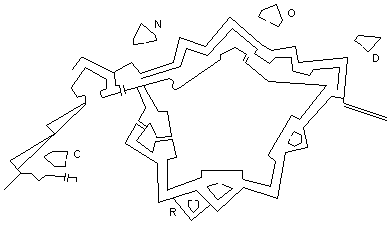
Citadel van Luik in 1711. Legenda: N. bastion Nassau, O. bastion d'Orange, D. bastion Du Mée, R. bastion Rochebrune, C. redoute du Clergé.

In 1713 herstelt het Verdrag van Utrecht de vrede tussen Frankrijk en de Verenigde Provinciën.
In 1714 herstelt het Vrede van Rastatt de vrede tussen Frankrijk en het Rijk (het einde van de Spaanse Successieoorlog).
In 1715 wordt het Verdrag van de Barrière (15 november) ondertekend in Antwerpen tussen het Rijk en de Verenigde Provinciën. Dit verdrag bepaalt dat een aantal bolwerken zullen worden ontmanteld, in dit geval van de citadel van Luik.

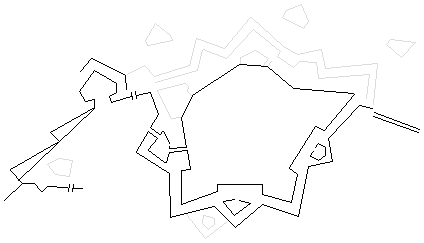
Citadel van Luik in 1715. Legenda: Grijs: oude situatie.

In 1717 verlaten na het Verdrag van Den Haag de buitenlandse troepen het land, maar de structuren moeten worden gesloopt. De openingen zijn afgesloten door een muur rechts. Bolwerken in de richting van de stad en de werken die gebouwd zijn vóór de laatste oorlog blijven bestaan.
In 1815 de Nederlandse periode na de nederlaag van Napoleon, waarbij het gebied wordt toegewezen aan Nederland.
In 1816 keurt koning Willem I het project goed voor de reconstructie van de wederopbouw door Camerlingh.

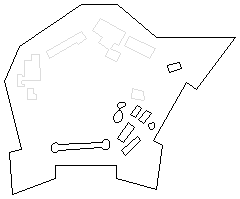
Citadel van Luik in 1816. Legenda: Grijs: oude situatie, de gebouwen die gesloopt werden.

In 1817 vereist de reconstructie onteigeningen die leiden tot het verlies van de Kapel van Sainte-Balbine, de poort van Sainte-Walburge, en het bastion du Clergé. De bastions Saint-Lambert en Saint-François zijn volledig verbouwd en zijn gescheiden van de binnenplaats door een 10 meter brede muur. Deze bolwerken zijn beschermd door een bewaker-garde. Twee lunettes zijn de meest geavanceerde onderdelen van het afweersysteem om de Fond-Pirette, het plateau van Sainte-Walburge en de Fond-des-Tawes te dekken. Om de ruimte tussen de drie zuidoostelijke bastions te dekken worden er twee halve manen gebouwd. De werken zijn 10 meter dik aan de stadskant met de steile helling en elders 35 tot 40 meter dik. Tweede Nederlandse citadel.

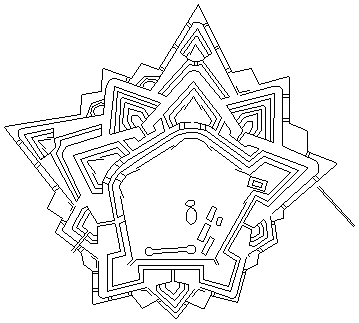
Citadel van Luik in 1817.

In 1830 vond er een revolutie plaats, waarbij het Nederlandse garnizoen capituleerde en het tweede bataljon van het Eerste Regiment van onafhankelijke België het gebouw innam.
In 1891 degradeerde een koninklijk besluit de vestingwerken van de citadel. Liège moet beschermd worden door een ring van twaalf forten rond Luik vanwege de voortgang van de artillerie. Daarom wordt de citadel vereenvoudigd.
Rond 1914 werd de citadel gebruikt voor de huisvesting van troepen, interneringskampen en ziekenhuizen voor de geallieerde soldaten.
In de jaren vóór de Tweede Wereldoorlog zijn er drie onderkomens gebouwd van gewapend beton.
In 1940 werd de citadel gebruikt als kazerne en opleidingscentrum voor Waalse bewakers en een gevangenis voor patriotten.

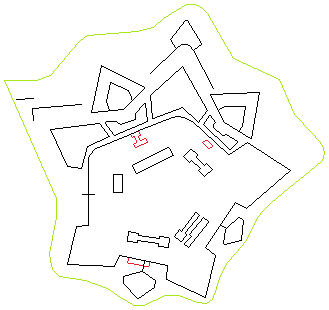
Citadel van Luik in 194... Legenda: Groen: boulevard. Rood: betonnen schuilplaats.

In 1945 nemen de Amerikaanse troepen de citadel in.
In 1947 wordt de citadel door Belgische troepen ingenomen.
In 1970 wordt op het binnenterrein een ziekenhuis gebouwd: Hopital CHR Citadelle.

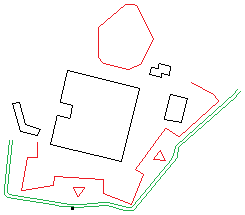
Citadel van Luik in 1978. Legenda: Zwart: ziekenhuis. Rood: restanten fort. Groen: wandelpad. Zwarte stip: monument.